# M24 Chaffee
M24 Chaffee var en lätt stridsvagn av amerikanskt ursprung som började tas i bruk under andra världskriget. General Motors och Cadillac började april 1943 att bygga en ny lätt infanteristridsvagn som skulle vara lättare än 20 ton. Resultatet blev M24. USA betecknade stridsvagnen som Light Tank M24. Britterna erhöll ett antal M24 i militärbistånd genom Lend-Lease och döpte sina M24 till Chaffee (efter den amerikanske generalen Adna R. Chaffee, Jr.). Cirka 4700 M24-stridsvagnar tillverkades under kriget och de fick inte någon större inverkan på krigsförloppet då de började tillverkas sent, produktionen startade först 1944. 
Efter andra världskriget användes M24 och M26 Pershing som den amerikanska arméns standardstridsvagnar. M24 var de första stridsvagnarna som sattes i strid av USA:s armé när Koreakriget bröt ut, dessa kom från förband i Japan. M24 var totalt underlägsen den medeltunga ryska stridsvagnen T-34 som Nordkorea använde och ersattes senare av M4 Sherman, M26 Pershing och M46 Patton i de amerikanska förbanden i Korea.
USA sålde M24:or världen över efter att den blivit ersatt. Frankrike köpte en stor mängd som de använde i Indokinakriget, bland annat av den franska garnisonen i slaget vid Dien Bien Phu, och i självständighetskriget i Algeriet. 
Sist man vet att M24 användes var i kriget mellan Indien och Pakistan 1971, där de pakistanska M24-vagnarna visade sig helt underlägsna indiskt pansar.

## Varianter
- Light Tank T24: första versionen som standardiserades som Light Tank M24.
- Light Tank T24E1: utrustad med Continental R-975-C4 motor, tillverkades i oktober 1944.
- M19: en luftvärnskanonvagn utrustad med två 40 mm M2 kanoner i ett dubbellavettage längst bak. Motorn flyttades till mitten av vagnen. 904 beställdes i augusti 1944, men bara 285 levererades.
- M37: bandkanon beväpnad med en 105 mm haubits, 448 beställdes men bara 316 levererades.
- M41: bandkanon beväpnad med en 155 mm haubits, 250 beställdes men bara 60 levererades.
- NM-116: Norsk variant från 1974-1975 med ny kanon, ny motor och modernt eldledningssystem.